# Вётхово
Вётхово (бел. Вётхава, пол. Wiotchowo) — деревня в Сморгонском районе Гродненской области Белоруссии.
Входит в состав Залесского сельсовета.
Расположена на берегах реки Кужец, неподалёку от места её впадения в реку Драй. Расстояние до районного центра Сморгонь по автодороге — около 13 км, до центра сельсовета агрогородка Залесье  по прямой — 1,5 км. Ближайшие населённые пункты — Готковичи, Залесье, Яневичи. Площадь занимаемой территории составляет 0,5278 км², протяжённость границ 6810 м.

## История
В 1938 году Вётхово насчитывало 21 дым (двор) и 113 душ в составе сельской гмины Беница Молодечненского повета Виленского воеводства Польши.
В 1939 году, согласно секретному протоколу, заключённому между СССР и Германией, Западная Белоруссия оказалась в сфере интересов советского государства и её территорию заняли войска Красной армии. Деревня вошла в состав новообразованного Сморгонского района Вилейской области БССР. После реорганизации административного-территориального деления БССР деревня была включена в состав новой Молодечненской области в 1944 году. В 1960 году, ввиду новой организации административно-территориального деления и упразднения Молодечненской области, Вётхово вошло в состав Гродненской области.

## Население
| 1938 | 1999 | 2009 |
| ---- | ---- | ---- |
| 113  | 99   | 68   |

## Транспорт
Автодорогой местного значения Н7388 (протяжённостью 450 метров) Вётхово связано с автодорогой Залесье — Понизье.